# Afroceto
Genre
Afroceto est un genre d'araignées aranéomorphes de la famille des Trachelidae.

## Distribution
Les espèces de ce genre se rencontrent en Afrique australe et en Afrique de l'Est.

## Liste des espèces
Selon World Spider Catalog (version 20.0, 01/04/2019) :
- Afroceto africana (Simon, 1910)
- Afroceto ansieae Lyle, 2015
- Afroceto bisulca Lyle & Haddad, 2010
- Afroceto bulla Lyle & Haddad, 2010
- Afroceto capensis Lyle & Haddad, 2010
- Afroceto coenosa (Simon, 1897)
- Afroceto corcula Lyle & Haddad, 2010
- Afroceto croeseri Lyle & Haddad, 2010
- Afroceto dippenaarae Lyle, 2015
- Afroceto flabella Lyle & Haddad, 2010
- Afroceto gracilis Lyle & Haddad, 2010
- Afroceto martini (Simon, 1897)
- Afroceto plana Lyle & Haddad, 2010
- Afroceto porrecta Lyle & Haddad, 2010
- Afroceto rotunda Lyle & Haddad, 2010
- Afroceto spicula Lyle & Haddad, 2010

## Publication originale
- Lyle & Haddad, 2010 : A revision of the tracheline sac spider genus Cetonana Strand, 1929 in the Afrotropical region, with descriptions of two new genera (Araneae: Corinnidae). African Invertebrates, vol. 51, no 2, p. 321-384 (texte intégral).